# Veliki Slatnik
Veliki Slatnik – wieś w Słowenii, w gminie miejskiej Novo mesto. W 2018 roku liczyła 155 mieszkańców. 